# Alternatives théâtrales
Alternatives théâtrales è una rivista di teatro dedita alla presentazione, allo studio e all'analisi del teatro contemporaneo. Pubblicata con periodicità trimestrale, la rivista è in lingua francese e ha sede a Bruxelles. Ciascun numero si articola attorno ad un tema particolare. La rivista analizza, critica e interroga le discipline teatrali come la scrittura drammatica, la messa in scena, l'attore, la scenografia. Si interroga con i protagonisti del teatro contemporaneo sulla relazione tra repertorio, pubblico e arte teatrale, prendendo parte alla costituzione della memoria del teatro contemporaneo europeo e mondiale.

## Comitato di redazione
Georges Banu, Bernard Debroux, Nancy Delhalle, Christian Jade, Benoit Hennaut, Antoine Laubin, Yannic Mancel, Sylvie Martin-Lahmani, Christophe Triau, Laurence Van Goethem. Segretaria di redazione: Laurence Van Goethem. Grafica: Patrice Junius (1979-2015), Aline Baudet (da 2016).

## Storia
Fu fondata nel 1979 da Bernard Debroux. La rivista si propone di documentare le innovazioni teatrali non solo della Francia e del Belgio ma anche dell'America del Nord e del Sud, del Giappone, dell'Africa e dei Paesi Europei.
Sin dalla sua nascita la rivista si è preoccupata di presentare i grandi maestri della messa in scena del teatro moderno occidentale a partire dal XX secolo come Grotowski, Eugenio Barba, Antoine Vitez, Ariane Mnouchkine, Peter Brook, Jacques Delcuvellerie.
La rivista è strutturata in articoli critici e conversazioni con gli artisti e presenta un'ottima documentazione iconografica. Molti critici e artisti italiani hanno partecipato con testi, contribuendo così alla creazione di una rivista dal forte spessore culturale: Eugenio Barba, Francesco Mazzullo, Donato Sartori,  Franco Quadri, Renata Molinari, Bruno Leone, ecc.
I numeri sono monografici e affrontano tematiche considerate proprie della modernità teatrale: particolari territori geografici, registi, autori e spettacoli ritenuti emblematici.
Sin dalla nascita la rivista ha beneficiato del sostegno finanziario del ministro della cultura del Belgio francofono e dal 1994 del "Centre national du Livre en France" oltre che delle numerose partnership con teatri, festival, università e istituzioni culturali con cui ha collaborato.
La rivista festeggia quest'anno trent'anni dalla sua nascita. Per l'occasione ha pubblicato un numero speciale dal titolo "1979 - 2009, 30 ans d'alternatives théâtrales!". L'edizione  documenta i cento numeri apparsi a partire dalla sua nascita, fornendone la catalogazione attraverso estratti da testi critici o conversazioni con artisti. La selezione dei testi è stata realizzata da George Banu, Bernard Debroux, Nancy Delhalle, Christian Jade, Antoine Laubin, Yannic Mancel, Sylvie Martin-Lahmani, Christophe Triau. La selezione delle immagini è stata realizzata da Bernard Debroux, Laurence Van Goethem e Patrice Junius.
Il numero speciale si propone come un efficace strumento per la documentazione di un periodo durante il quale il teatro ha saputo aprirsi alla modernità.

## I contenuti

Copertina numero 1

- Luglio 1979 n. 1 Aspects du Théâtre contemporaine en Europe (1)[1]
- Ottobre 1979 n.2 Le Festival International de Théâtre de Bruxelles
- Febbraio 1980 n.3 L'écriture au théâtre
- Giugno 1980 n.4 Théâtre en Flandre. Karl Valentin
- Ottobre 1980 n.5 Aspects du théâtre contemporain en Europe (2)
- Gennaio 1981 n.6-7 Bovary au théâtre Élémentaire Performance aux USA
- Aprile 1981 n.8 Echange belge-italien[2]
- Ottobre 1981 n.9 USA 81 Les Américains par eux-mêmes
- Gennaio 1982 n.10 USA 81 / Deuxième partie
- Aprile 1982 n.11 Jocaste de Michèle Fabien
- Luglio 1982 n.12 Scénographie: images et lieux
- Dicembre 1982 n.13 Bruxelles 72-82, Le jeune théâtre
- Marzo 1983 n.14 Marguerite Duras
- Luglio 1983 n.15 Richard Demarcy, Michèle Fabien, Jean Louvet, Ariane Mnouchkine, Alain Ollivier, Philippe Sireuil, Pierre *Sterckx, Philippe van Kessel, Federico Tiezzi, Antoine Vitez...
- Novembre 1983 n.16-17 L'opéra aujourd'hui
- Marzo 1984 n.18 Els Comediants, Isabelle Pousseur, Groupov, Anne Teresa De Keersmaeker, Pelleas et Mélisande
- Luglio 1984 n.19 Acte théâtral, images du vivant. Festival d'Avignone 1984
- Dicembre 1984 n.20-21 Le souffleur inquiet Jean-Marie Piemme, essais sur le théâtre
- Aprile-Maggio 1985 n.22-23 Le butô et ses fantômes[3]
- Luglio 1985 n.24 Le Mahabharata. Spectacle de Peter Brook. Texte de Jean-Claude Carrière
- Febbraio 1986 n.25 Théâtre en Suisse romande
- Settembre 1986 n.26 Canada, Québec 86: repères. Festival du jeune théâtre, Liegi
- Dicembre 1986-gennaio 1987 n.27 L'énergie aux limites du possible
- Dicembre 1987 n. 28  Théâtre / Passion
- Marzo 1988 n.29-30 René Kalisky, "Europa"
- Maggio 1988 n.31-32 Théâtre Varia, une scène à faire
- Ottobre 1989 n.33 "Les Troyennes" d'Euripide, mise en scène Thierry Salmon
- Novembre 1989 n.34 Thomas Bernhardt
- Settembre 1990 n.35-36 Koltès
- Maggio 1991 n. 37 Théâtre testamentaire
- Giugno 1991 n.38 Mettre en scène aujourd'hui
- Settembre 1991 n.39 Théâtre au Portugal: d'autres imaginaires
- Aprile 1992 n.40 Le théâtre de la nature
- Luglio 1992 n.41-42 Le théâtre de l'hispanité
- Aprile 1993 n.43 Claude Régy, metteur en scène déraisonnable
- Luglio 1993 n.44 Théâtre et vérité
- Giugno 1994 n.45 Le monologue Peter Stein
- Luglio 1994 n.46 Antoine Vitez, la fièvre des idées
- Dicembre 1994 n.47 Lettres aux acteurs
- Giugno 1995 n.48 Théâtres d'Afrique noire
- Ottobre 1995 n.49 Werner Schwab
- Dicembre 1995 n.50 Tadeusz Kantor, homme de théâtre
- Maggio 1996 n.51 Danse, vitesse et mémoire
- Dicembre 1996-gennaio 1997 n.52-53-54 Les répétitions, de Stanislavsky à Bob Wilson
- Numero speciale, agosto 1994 n.55 Le répertoire des auteurs dramatiques contemporains
- Dicembre 1997 n.56 Henry Bauchau Le théâtre et la cité
- Maggio 1998 n.57 Howard Barker
- Ottobre 1998 n.58-59 Théâtres en images
- Marzo 1999 n.60 Paul Emond
- Luglio 1999 n.61 Écrire le théâtre aujourd'hui
- Ottobre 1999 n.62 Débuter
- Dicembre 1999 n.63 Michèle Fabien
- Luglio 2000 n.64 L'Est désorienté
- Novembre 2000 n.65-66 Le théatre dédoublé
- Aprile 2001 n.67-68 Rwanda 94 Le théâtre face au génocide
- Luglio 2001 n.69 Jean Louvet
- Dicembre 2001 n.70-71 Les penseurs de l'enseignement
- Aprile 2002 n.72 Voix d'auteurs et marionnettes
- Luglio 2002 n.73-74 Modernité de Maeterlinck Denis Marleau
- Dicembre 2002 n.75 Jean-Marie Piemme
- Marzo 2003 n.76-77 Choralité
- Luglio 2003 n.78-79 Festival d'Avignone 1980 - 2003
- Dicembre 2003 n.80 Objet-Danse
- Gennaio 2004 n.81 La scène polonaise, rupture et découvertes
- Aprile 2004 n.82 Théâtre à Berlin - L'engagement dans le réel
- Dicembre 2004 n.83 Le théâtre dans l'espace social
- Gennaio 2005 n.84 Jean-Christophe Lauwers
- Aprile 2005 n.85-86 L'épreuve du risque - Jan Fabre, une œuvre en marche
- Dicembre 2005 n.87 Stanislavski / Tchekhov
- Aprile 2006 n.88 Les liaisons singulières
- Luglio 2006 n.89 Aller vers l'ailleurs. Avignon 2006
- Dicembre 2006 n.90-91 Marc Liebens
- Gennaio 2007 n.92 Le corps travesti
- Aprile 2007 Ecrire le monde autrement. Avignon 2007
- Dicembre 2007 n.94-95 Lars Norén, Représentation du travail et travail théâtral
- Gennaio 2008 n.96-97 Théâtre au Chili
- Luglio 2008 n.98 Créer et transmettre
- Novembre 2008 n.99 Expériences de l'extrême
- Gennaio 2009 n.100 Poétique et politique
- Aprile 2011 n.108 Philippe Sireuil, les coulisses d'un doute

### Numeri speciali
- 2007 Le Théâtre National 1985-2005. Les mouvements d'une histoire
- 2008 Jean-Marie Piemme Voyages dans ma cuisine
- 2009 Territoires intimes Michèle Noiret La danse-cinéma
- 2009 30 ans d'alternatives théâtrales!
- 2009 Varier / Demeurer, vingt-et-une saisons au Théâtre Varia